# 魯巴尼夫卡 (赫爾松州)
46°59′43″N 34°10′10″E / 46.99528°N 34.16944°E
魯巴尼夫卡（烏克蘭語：Рубанівка），或译为鲁巴诺夫卡，是位於烏克蘭南部的村莊，由赫爾松州卡霍夫卡區的魯巴尼夫卡市鎮負責管轄。該村始建於1798年，面積14.9平方公里，海拔高度70米，2001年人口3,927，人口密度每平方公里263.8人。